# Ministre des Affaires étrangères (Pakistan)

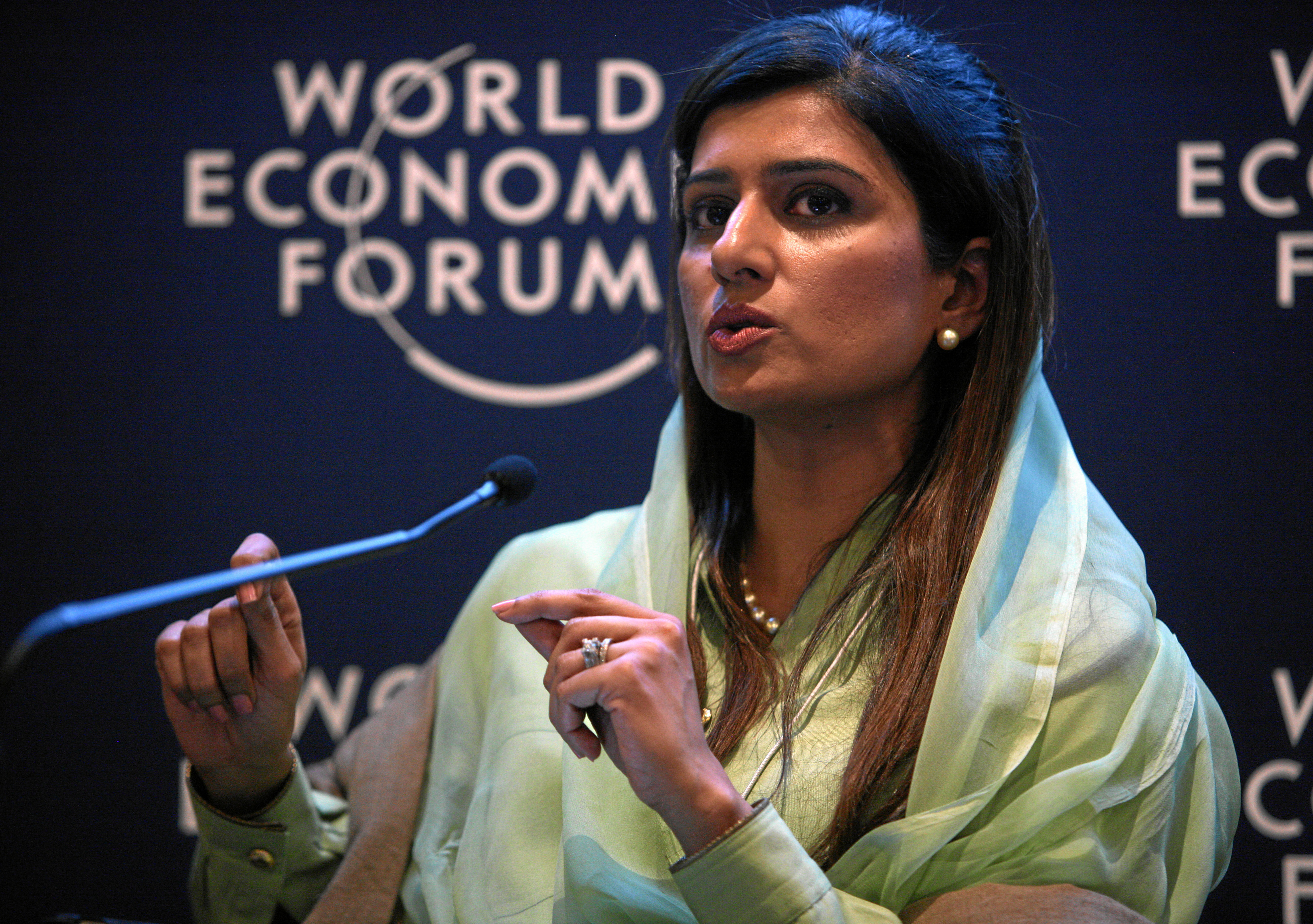
Hina Rabbani Khar, ministre des Affaires étrangères de 2011 à 2013.

Le ministre des Affaires étrangères du Pakistan est à la tête de la diplomatie du pays et membre du gouvernement fédéral situé à Islamabad.
Le ministre des Affaires étrangères pakistanais représente souvent son pays à l'international, lors de rencontres bilatérales avec d'autres nations, dans des organisations internationales lors d'évènements spécifiques.

## Liste des ministres
| no | Nom                            | Début             | Fin               |
| -- | ------------------------------ | ----------------- | ----------------- |
| 1  | Liaquat Ali Khan               | 15 août 1947      | 27 décembre 1947  |
| 2  | Muhammad Zafarullah Khan       | 27 décembre 1947  | 24 octobre 1954   |
| 3  | Muhammad Ali Bogra             | 24 octobre 1954   | 11 août 1955      |
| 4  | Hamidul Huq Choudhury          | 28 septembre 1955 | 12 septembre 1956 |
| 5  | Feroz Khan Noon                | 14 septembre 1956 | 7 octobre 1958    |
| 6  | Manzur Qadir                   | 29 octobre 1958   | 8 juin 1962       |
| 3  | Muhammad Ali Bogra             | 13 juin 1962      | 23 janvier 1963   |
| 7  | Zulfikar Ali Bhutto            | 24 janvier 1963   | 30 juin 1966      |
| 8  | Sharifuddin Pirzada            | 20 avril 1966     | 25 avril 1968     |
| 9  | Mian Arshad Hussain            | 25 avril 1968     | 4 avril 1969      |
| 10 | Muhammad Yahya Khan            | 5 avril 1969      | 20 décembre 1971  |
| 7  | Zulfikar Ali Bhutto            | 20 décembre 1971  | 28 mars 1977      |
| 11 | Aziz Ahmed                     | 30 mars 1977      | 5 juillet 1977    |
| 12 | Agha Shahi                     | 14 janvier 1978   | 9 mars 1982       |
| 13 | Sahabzada Yaqub Khan           | 21 mars 1982      | 1er novembre 1987 |
| 14 | Zain Noorani                   | 1er novembre 1987 | 9 juin 1988       |
| 13 | Sahabzada Yaqub Khan           | 9 juin 1988       | 20 mars 1991      |
|    | Akram Zaki (intérim)           | avril 1991        | 10 septembre 1991 |
| 15 | Siddiq Khan Kanju              | 10 septembre 1991 | 18 juillet 1993   |
|    | Abdul Sattar (intérim)         | 23 juillet 1993   | 19 octobre 1993   |
| 16 | Farooq Leghari                 | 19 octobre 1993   | 14 novembre 1993  |
| 17 | Asif Ahmad Ali                 | 16 novembre 1993  | 4 novembre 1996   |
|    | Sahabzada Yaqub Khan (intérim) | 11 novembre 1996  | 24 février 1997   |
| 18 | Gohar Ayub Khan                | 25 février 1997   | 7 août 1998       |
| 19 | Sartaj Aziz                    | 7 août 1998       | 12 octobre 1999   |
| 20 | Abdul Sattar                   | 6 novembre 1999   | 14 juin 2002      |
| 21 | Inam-ul-Haq                    | 21 juin 2002      | 23 novembre 2002  |
| 22 | Khurshid Mahmood Kasuri        | 23 novembre 2002  | 15 novembre 2007  |
|    | Inam-ul-Haq (intérim)          | 15 novembre 2007  | 24 mars 2008      |
| 23 | Shah Mehmood Qureshi           | 31 mars 2008      | 9 février 2011    |
| 24 | Hina Rabbani Khar              | 11 février 2011   | 16 mars 2013      |
|    | Mir Hazar Khan Khoso (intérim) | 4 avril 2013      | 4 juin 2013       |
| 25 | Sartaj Aziz (conseiller)       | 7 juin 2013       | 28 juillet 2017   |
| 26 | Khawaja Muhammad Asif          | 4 août 2017       | 26 avril 2018     |
| 27 | Khurram Dastgir Khan           | 4 mai 2018        | 5 juin 2018       |
|    | Hussain Haroon (intérim)       | 5 juin 2018       | 18 août 2018      |
| 28 | Shah Mehmood Qureshi           | 20 août 2018      | 10 avril 2022     |
| 29 | Bilawal Bhutto Zardari         | 27 avril 2022     | 10 août 2023      |
| 30 | Jalil Abbas Jilani             | 17 août 2023      | 4 mars 2024       |
| 31 | Ishaq Dar                      | 11 mars 2024      | en fonction       |